# غابرييل كريستيان
غابرييل كريستيان (بالإنجليزية: Gabrielle Christian)‏ هي ممثلة أمريكية، ولدت في 30 يوليو 1984 بواشنطن العاصمة في الولايات المتحدة.

## أعمال

### مسلسلات
- ذا ميدل
- ميامي
- هاواي فايف أو
- هاوس

## وصلات خارجية
- غابرييل كريستيان على موقع IMDb (الإنجليزية)
- غابرييل كريستيان على موقع ألو سيني (الفرنسية)
- غابرييل كريستيان على موقع أول موفي (الإنجليزية)
- غابرييل كريستيان على موقع إن إن دي بي (الإنجليزية)
- غابرييل كريستيان على موقع قاعدة بيانات الفيلم (الإنجليزية)
- غابرييل كريستيان على موقع كينوبويسك (الروسية)